# Monografia
Monografia é uma dissertação (em sentido lato) sobre um ponto particular de uma ciência, de uma arte, de uma localidade, sobre um mesmo assunto ou sobre assuntos relacionados. Comumente escrita apenas por uma pessoa. É o principal tipo de texto científico. Trabalho acadêmico que apresenta resultado de investigação científica e hipótese de pesquisa, previamente, definida.
Conforme a norma ABNT NBR 6023:2018, monografia é um "item não seriado, isto é, item completo, constituído de uma só parte, ou que se pretende completar em um número preestabelecido de partes separadas.".
Monografias elaboradas para a obtenção de título de bacharel (trabalho de conclusão de curso), de título de especialista ou de título de mestre não possuem o requisito referente à originalidade, pois este é elemento essencial em teses de doutorado. Ao não se exigir originalidade, é possível elaborar um texto argumentativo em que são confrontados diversos posicionamentos relativos a determinada temática.
Monografias exigidas para a conclusão de cursos de graduação e de especialização possuem em média 50 laudas (páginas), são apresentadas perante uma banca examinadora composta por dois ou três docentes e, em via de regra, são públicas.
Segundo o Dicionário Aurélio, a monografia é o estudo minucioso a fim de esgotar determinado tema, relativamente, restrito. A partir do exposto por Umberto Eco, para facilitar a elaboração da monografia, o pesquisador deve escolher um tema que possua afinidade e estudo prévio, que possua uma bibliografia de fácil acesso, que já tenha sido discutido em outros textos científicos e que o marco teórico utilizado esteja em uma língua que seja compreensível pelo acadêmico:
De acordo com seus propósitos, a monografia é construída a partir de inúmeras regras que visam ao melhor tratamento da ideia ou do assunto. Desse modo, deve-se estruturar um texto argumentativo o qual possui três elementos fundamentais segundo a professora Cristina Godoy da Faculdade de Direito da USP - Ribeirão Preto: a) hipótese de pesquisa: a ideia que será defendida no trabalho acadêmico; b) dados: fatos e dados estatísticos empregados para sustentar o argumento central e c) garantias: conexão entre a hipótese de pesquisa e os dados mediante o discurso construído pelo acadêmico.
A metodologia científica deve ser definida de forma clara antes da elaboração do texto da monografia, já que a metodologia indica o caminho a ser percorrido pelo pesquisador para sustentar o argumento central defendido em sua monografia. Os argumentos e os contra-argumentos devem ser conectados de forma lógica, sendo que a metodologia é a forma como estes serão interligados.
Desse modo, é preciso possuir clareza acerca do debate existente em relação ao tema delimitado. Deve-se apresentar os argumentos e contra-argumentos para sustentar a ideia da monografia, permitindo ao leitor a constatação do porquê da relevância do trabalho científico e qual é a questão-chave existente.
Conforme a Norma ABNT 14724, a estrutura do trabalho acadêmico é composta por três elementos: elementos pré-textuais, elementos textuais e elementos pós-textuais.

## Elementos pré-textuais
Elementos pré textuais configuram-se como as partes que antecedem o texto, permitindo melhor identificação e utilização da monografia elaborada. Na estrutura de um trabalho acadêmico, pode-se mencionar a Parte Externa, a qual é formada pela Capa (obrigatório) e pela Lombada (obrigatório). Além disso, há a Parte Interna, sendo que os elementos pré-textuais desta parte são, conforme a ordem de apresentação, os seguintes: folha de rosto (obrigatório), errata (opcional), folha de aprovação (obrigatório), dedicatória (opcional), agradecimentos (opcional), epígrafe (opcional), resumo na língua vernácula (obrigatório), resumo na língua estrangeira (obrigatório), listas de abreviações (opcional), listas de tabelas (opcional), lista de abreviaturas e siglas (opcional), listas de símbolos (opcional) e sumário (obrigatório).

## Elementos textuais
Elementos textuais correspondem ao conteúdo do trabalho acadêmico, dividindo-se em três partes: Introdução (obrigatório), Desenvolvimento (obrigatório) e Conclusão (obrigatório). 
A introdução apresenta o conteúdo da monografia, os objetivos do trabalho acadêmico, o problema-chave a ser enfrentado, delimitação do tema selecionado e hipótese de pesquisa. 
O desenvolvimento, parte mais relevante da monografia, divide-se em capítulos e sub-capítulos. Os capítulos devem estar conectados, permitindo a defesa do posicionamento adotado pelo autor. São utilizados, principalmente, argumentos de autoridade (autores renomados que discutiram o assunto) e argumentos de comparação (estrutura-se um pensamento crítico com base na comparação entre dois posicionamentos, dados, argumentos, etc.). Um trabalho científico exige pesquisa, investigação e análise crítica. Não se deve elaborar um texto explicativo, típico de manuais e de cursos referentes a determinada disciplina (com fins pedagógicos). Deve-se analisar os discursos concernentes ao tema, avaliá-los e apresentá-los de forma lógica e estruturada.
A conclusão apresenta os resultados alcançados na monografia. Não devem ser incluídas informações novas, ou seja, deve ser apresentado apenas o que foi discutido no desenvolvimento. Deve-se evitar citações neste instante, pois, neste momento, é preciso apresentar os resultados da pesquisa. É importante finalizar a conclusão com uma frase própria e de impacto, demonstrando a visão do autor da monografia de forma criativa, fazendo com que o leitor termine a sua leitura de forma agradável e satisfatória.

## Elementos pós-textuais
Elementos pós-textuais sucedem o texto e são relevantes para complementar o trabalho acadêmico. Os elementos pós textuais são os seguintes de acordo com a ordem de apresentação na monografia: referências (obrigatório), glossário (opcional), apêndice (opcional), anexo (opcional) e índice (opcional).